# Wandella diamentina
Wandella diamentina is een spinnensoort in de taxonomische indeling van de spleetwevers (Filistatidae).
Het dier behoort tot het geslacht Wandella. De wetenschappelijke naam van de soort werd voor het eerst geldig gepubliceerd in 1994 door Gray.